# The Addams Family (musical)
The Addams Family (La familia Addams en España o Los locos Addams en América Latina) es un musical con canciones de Andrew Lippa y libreto de Marshall Brickman y Rick Elice, basado en las viñetas homónimas de Charles Addams sobre un excéntrico clan familiar con gusto por lo macabro. Aunque existen numerosas adaptaciones televisivas y cinematográficas de estos personajes, la obra supone su primera incursión sobre los escenarios.
El espectáculo se estrenó en 2010 en el Lunt-Fontanne Theatre de Broadway, con Nathan Lane y Bebe Neuwirth en los papeles protagonistas, y fue nominado a dos premios Tony. En 2011 el libreto y las canciones sufrieron importantes cambios de cara a la primera gira norteamericana y desde entonces esta versión es la que se utiliza en todas las producciones internacionales.

## Desarrollo
En mayo de 2007, la compañía Elephant Eye Theatrical anunció la adquisición de los derechos para desarrollar un musical a partir de los personajes de Charles Addams, con vistas a estrenarlo en Broadway durante la temporada 2009/2010. Aunque anteriormente la Tee & Charles Addams Foundation había autorizado varias adaptaciones televisivas y cinematográficas de The Addams Family, esta fue la primera vez que dio luz verde a un montaje teatral. Como condición se impuso que la obra debía estar basada en las viñetas originales y no en las series de televisión y películas ya existentes.
Marshall Brickman y Rick Elice fueron contratados para escribir el libreto, mientras que Andrew Lippa se hizo cargo de la música y las letras. La dirección recayó en Julian Crouch y Phelim McDermott, quienes también asumieron el diseño de producción. A la hora de decidir el aspecto del musical, Brickman y Elice se inspiraron en el personaje de Fester Addams y perfilaron el espectáculo como si estuviesen mirando a través de sus ojos.
Antes de su llegada a Broadway, The Addams Family debutó a modo de prueba en el Oriental Theatre de Chicago, donde se representó entre el 9 de diciembre de 2009 y el 10 de enero de 2010, con el mismo elenco que después iría a Nueva York. Estas primeras funciones sirvieron para introducir ajustes en el texto y desechar canciones que no terminaban de encajar, como es el caso de «Clandango», «Passionate and True», «At Seven» y «Second Banana», reemplazadas por «When You're an Addams», «Where Did We Go Wrong?», «Morticia» y «Just Around the Corner» al dar el salto a Broadway. Además, otros números musicales como «One Normal Night», «Full Disclosure (Part 2)», «Crazier Than You», «Tango de amor» y «Move Toward the Darkness» fueron revisados.

## Producciones

### Broadway
La première oficial neoyorquina tuvo lugar el 8 de abril de 2010 en el Lunt-Fontanne Theatre de Broadway, con funciones previas desde el 8 de marzo y un reparto encabezado por Nathan Lane como Gómez Addams, Bebe Neuwirth como Morticia Addams, Krysta Rodriguez como Wednesday Addams, Kevin Chamberlin como Tío Fester, Terrence Mann como Mal Beineke, Carolee Carmello como Alice Beineke, Wesley Taylor como Lucas Beineke, Adam Riegler como Pugsley Addams, Jackie Hoffman como Abuela Addams y Zachary James como Lurch. El equipo creativo lo formaron Phelim McDermott y Julian Crouch en la dirección y diseño de producción, Sergio Trujillo en la coreografía, Natasha Katz en el diseño de iluminación, Acme Sound Partners y Nevin Steinberg en el diseño de sonido, Basil Twist em el diseño de marionetas y Mary-Mitchell Campbell en la dirección musical. La inversión total ascendió a 16,5 millones de dólares.
Aunque la respuesta del público fue en general buena, la crítica especializada recibió la obra con frialdad y en la edición de 2010 de los premios Tony únicamente obtuvo dos nominaciones (mejor música original y mejor actor de reparto).
Después de 722 funciones regulares y 35 previas, The Addams Family bajó el telón por última vez el 31 de diciembre de 2011. Durante el tiempo que permaneció en cartel, el espectáculo vio pasar por su elenco a diferentes protagonistas, incluyendo a Roger Rees como Gómez Addams, Brooke Shields como Morticia Addams, Rachel Potter como Wednesday Addams, Brad Oscar como Tío Fester, Adam Grupper como Mal Beineke, Heidi Blickenstaff como Alice Beineke y Jesse Swenson como Lucas Beineke. La actriz Cassandra Peterson, conocida por el personaje de Elvira, Mistress of the Dark, estuvo en negociaciones para interpretar a Morticia Addams, pero finalmente su participación no llegó a materializarse.

### Argentina
La primera versión en idioma español se representó entre el 19 de junio y el 17 de noviembre de 2013 en el Teatro Ópera de Buenos Aires, bajo el título Los locos Addams. Al igual que el resto de puestas en escena internacionales, el montaje incorporó los cambios introducidos para la gira norteamericana y estuvo protagonizado por Gabriel Goity como Homero Addams, Julieta Díaz como Morticia Addams, Laura Esquivel como Merlina Addams, Santiago Ríos como Tío Lucas, Alejandro Viola como Mauricio Beineke, Dolores Ocampo como Alicia Beineke, Marco Dimónaco como Tomás Beineke, Kevin Tomás La Bella, Valentino Grizutti, Tadeo Viano Galvé y Jorge Omar Chamorro alternándose como Pericles Addams, Gabi Goldberg como Abuela Addams y Marcelo Albamonte como Largo. La producción corrió a cargo de Time for Fun, con Rocío Rodríguez como directora residente y Gerardo Gardelin al frente de la orquesta. La adaptación del libreto y las letras llevó la firma de Enrique Pinti.

### México
El debut de Los locos Addams en México tuvo lugar el 16 de octubre de 2014 en el Teatro de los Insurgentes de la capital, donde pudo verse hasta el 16 de agosto de 2015. Tina Galindo, Claudio Carrera y OCESA fueron los artífices de este montaje que contó con Jesús Ochoa como Homero Addams, Susana Zabaleta como Morticia Addams, Gloria Aura como Merlina Addams, Gerardo González como Tío Lucas, Tomás Castellano como Mauricio Beineke, Marisol del Olmo como Alicia Beineke, Luja Duhart como Tomás Beineke, Sebastián Gallegos y Miguel Ángel Pérez alternándose como Pericles Addams, Raquel Pankowsky como Abuela Addams y José Roberto Pisano como Largo. El equipo artístico local lo completaron Rina Rajlevsky en la dirección residente, Eduardo Soto en la dirección musical y Jesús Guzmán en la adaptación del libreto y las letras.

### España
En España se estrenó oficialmente el 10 de octubre de 2017 en el Teatro Calderón de Madrid, con Xavi Mira como Gómez Addams, Carmen Conesa como Morticia Addams, Lydia Fairén como Miércoles Addams, Fernando Samper como Tío Fétido, Andrés Navarro como Mal Beineke, Julia Möller como Alice Beineke, Íñigo Etayo como Lucas Beineke, Alejandro Mesa como Pugsley Addams, Meritxell Duró como Abuela Addams y Javier Canales como Lurch.
Producida por LetsGo Company, la versión española contó con dirección de Esteve Ferrer, coreografía de Montse Colomé, diseño de escenografía y vestuario de Felype de Lima, diseño de iluminación de Juanjo Llorens, diseño de sonido de Javier Isequilla y dirección musical de Pedro Arriero. La traducción del texto fue realizada por el propio Esteve Ferrer, quien también se encargó de la adaptación de las letras junto a Silvia Montesinos.
La familia Addams dijo adiós a la Madrid el 8 de abril de 2018 y a continuación se embarcó en un tour nacional que dio comienzo el 26 de abril de 2018 en el Teatro Afundación de Vigo y terminó el 20 de enero de 2019 en el Teatro Pérez Galdós de Las Palmas de Gran Canaria, destacando una parada de cuatro meses en el Teatre Coliseum  de Barcelona entre el 23 de octubre de 2018 y el 17 de febrero de 2019. En total, el montaje fue visto por cerca de 500 000 espectadores a lo largo de las 594 funciones que se llevaron a cabo.

### Otras producciones
The Addams Family se ha representado en países como Albania, Alemania, Argentina, Australia, Brasil, Canadá, China, Dinamarca, Eslovenia, España, Estados Unidos, Filipinas, Finlandia, Francia, Guatemala, Irlanda, Italia, Japón, Lituania, México, Países Bajos, Perú, Polonia, Portugal, Reino Unido, República Checa, República Dominicana, Rusia, Singapur, Sudáfrica, Suecia o Ucrania, y ha sido traducido a multitud de idiomas.
La primera gira norteamericana dio comienzo el 15 de septiembre de 2011 en el Mahalia Jackson Theater for the Performing Arts de Nueva Orleans, con Douglas Sills como Gómez Addams y Sara Gettelfinger como Morticia Addams, y finalizó el 30 de diciembre de 2012 en el Segerstrom Center for the Arts de Costa Mesa. Bajo la supervisión del director Jerry Zaks, el montaje introdujo importantes cambios respecto a su homólogo neoyorquino, destacando una nueva línea argumental en la trama y un listado de canciones completamente revisado. Desde entonces esta versión es la que se utiliza en todas las puestas en escena internacionales.
Brasil fue el país elegido para la première en lengua no inglesa de The Addams Family. Producida por Time for Fun y protagonizada por Daniel Boaventura como Gómez Addams y Marisa Orth como Morticia Addams, la adaptación brasileña se representó en el Teatro Abril de São Paulo entre el 2 de marzo y el 16 de diciembre de 2012, y en el Teatro Vivo Rio de Río de Janeiro entre el 10 de enero y el 7 de abril de 2013.
Un segundo tour estadounidense arrancó el 1 de febrero de 2013 en el Shubert Theatre de New Haven y permaneció en la carretera durante más de un año, despidiéndose definitivamente el 18 de mayo de 2014 en el Clowes Memorial Hall de Indianápolis. Jesse Sharp como Gómez Addams y KeLeen Snowgren como Morticia Addams lideraron el reparto de esta gira que también visitó China y Singapur.
En Reino Unido, The Addams Family debutó con un montaje itinerante que recorrió el país entre el 20 de abril y el 4 de noviembre de 2017, protagonizado por Cameron Blakely como Gómez Addams y Samantha Womack como Morticia Addams. La versión británica no fue una réplica de la puesta en escena original sino que tuvo su propio equipo creativo dirigido por Matthew White.
Una producción en concierto pudo verse los días 12 y 13 de febrero de 2024 en el London Palladium del West End, con Ramin Karimloo como Gómez Addams y Michelle Visage como Morticia Addams.

## Números musicales
| Acto I - «Overture» - «When You're an Addams» - «Fester's Manifesto» † - «Two Things» † - «Wednesday's Growing Up» † - «Three Things» † - «Trapped» † - «Pulled» - «Four Things» † - «One Normal Night» - «But Love» - «Secrets» † - «Trapped (Reprise)» † - «What If (Gomez)» † - «What If (Pugsley)» - «Full Disclosure (Part 1)» - «Waiting» - «Full Disclosure (Part 2)» | Acto II - «Entr'acte» - «Just Around the Corner» - «The Moon and Me» - «Happy/Sad» - «Crazier Than You» - «Not Today» † - «Let's Live Before We Die» - «Tango de amor» - «Move Toward the Darkness» |

Este listado de canciones corresponde a la versión revisada para la primera gira norteamericana, que es la que después se ha utilizado en el resto de producciones internacionales. Temas como «Where Did We Go Wrong», «Morticia» o «In the Arms», presentes en el montaje original neoyorquino, se omiten en esta versión, mientras que otros como «Let's Not Talk About Anything Else But Love» incluyen importantes cambios.
† Números musicales no incluidos en la producción original de Broadway.

## Repartos originales
| Personaje        | Broadway (2010)  | Gira en Norteamérica (2011) | Argentina (2013)                                                              | México (2014)                         | Gira en Reino Unido (2017) | España (2017)   |
| Gómez Addams     | Nathan Lane      | Douglas Sills               | Gabriel Goity                                                                 | Jesús Ochoa                           | Cameron Blakely            | Xavi Mira       |
| Morticia Addams  | Bebe Neuwirth    | Sara Gettelfinger           | Julieta Díaz                                                                  | Susana Zabaleta                       | Samantha Womack            | Carmen Conesa   |
| Wednesday Addams | Krysta Rodriguez | Cortney Wolfson             | Laura Esquivel                                                                | Gloria Aura                           | Carrie Hope Fletcher       | Lydia Fairén    |
| Tío Fester       | Kevin Chamberlin | Blake Hammond               | Santiago Ríos                                                                 | Gerardo González                      | Les Dennis                 | Fernando Samper |
| Mal Beineke      | Terrence Mann    | Martin Vidnovic             | Alejandro Viola                                                               | Tomás Castellano                      | Dale Rapley                | Andrés Navarro  |
| Alice Beineke    | Carolee Carmello | Crista Moore                | Dolores Ocampo                                                                | Marisol del Olmo                      | Charlotte Page             | Julia Möller    |
| Lucas Beineke    | Wesley Taylor    | Brian Justin Crum           | Marco Dimónaco                                                                | Luja Duhart                           | Oliver Ormso               | Íñigo Etayo     |
| Pugsley Addams   | Adam Riegler     | Patrick D. Kennedy          | Kevin Tomás La Bella Valentino Grizutti Tadeo Viano Galvé Jorge Omar Chamorro | Sebastián Gallegos Miguel Ángel Pérez | Grant McIntyre             | Alejandro Mesa  |
| Abuela Addams    | Jackie Hoffman   | Pippa Pearthree             | Gabi Goldberg                                                                 | Raquel Pankowsky                      | Valda Aviks                | Meritxell Duró  |
| Lurch            | Zachary James    | Tom Corbeil                 | Marcelo Albamonte                                                             | José Roberto Pisano                   | Dickon Gough               | Javier Canales  |

Reemplazos destacados en la producción española
- Tío Fester: Frank Capdet
- Alice Beineke: Eva María Cortés
- Lucas Beineke: Fabio Arrante
- Abuela Addams: Maribel Ibarz

## Análisis del libreto y la música
El espectáculo introduce nuevos personajes que no aparecían en las viñetas originales de Charles Addams, como por ejemplo los Beineke, una familia respetable del Medio Oeste americano formada por Mal, Alice y su hijo Lucas, o los ancestros del clan Addams, cada uno de ellos procedente de una época distinta.
La partitura de Andrew Lippa abarca un rango muy ecléctico de géneros que se adecuan al carácter de los diferentes personajes. Así, podemos encontrar toques de flamenco en las intervenciones de Gómez, música de vodevil acompañando a Fétido y un estilo más contemporáneo en las canciones de Miércoles. Además, «Happy/Sad» es un homenaje a las baladas de Stephen Sondheim y «Let's Not Talk About Anything Else But Love» bebe directamente del jazz y el swing.

## Grabaciones
Existen varios álbumes interpretados en sus respectivos idiomas por los elencos de las distintas producciones que se han estrenado a lo largo de todo el mundo.

## Premios y nominaciones

### Producción original de Broadway
| Año  | Premio                     | Categoría                             | Nominado                                     | Resultado |
| ---- | -------------------------- | ------------------------------------- | -------------------------------------------- | --------- |
| 2010 | Tony Award                 | Mejor música original                 | Andrew Lippa                                 | Nominado  |
| 2010 | Tony Award                 | Mejor actor de reparto en un musical  | Kevin Chamberlin                             | Nominado  |
| 2010 | Drama Desk Award           | Mejor musical                         | Mejor musical                                | Nominado  |
| 2010 | Drama Desk Award           | Mejor actor en un musical             | Nathan Lane                                  | Nominado  |
| 2010 | Drama Desk Award           | Mejor actor de reparto en un musical  | Kevin Chamberlin                             | Nominado  |
| 2010 | Drama Desk Award           | Mejor actriz de reparto en un musical | Carolee Carmello                             | Nominada  |
| 2010 | Drama Desk Award           | Mejor música                          | Andrew Lippa                                 | Nominado  |
| 2010 | Drama Desk Award           | Mejores letras                        | Andrew Lippa                                 | Nominado  |
| 2010 | Drama Desk Award           | Mejor diseño de escenografía          | Phelim McDermott, Julian Crouch, Basil Twist | Ganadores |
| 2010 | Drama Desk Award           | Mejor diseño de iluminación           | Natasha Katz                                 | Nominada  |
| 2010 | Drama League Award         | Mejor producción de un musical        | Mejor producción de un musical               | Nominado  |
| 2010 | Drama League Award         | Mayor logro en teatro musical         | Nathan Lane                                  | Ganador   |
| 2010 | Drama League Award         | Mejor intérprete                      | Nathan Lane                                  | Nominado  |
| 2010 | Drama League Award         | Mejor intérprete                      | Bebe Neuwirth                                | Nominada  |
| 2010 | Outer Critics Circle Award | Mejor actor en un musical             | Nathan Lane                                  | Nominado  |
| 2010 | Outer Critics Circle Award | Mejor actriz en un musical            | Bebe Neuwirth                                | Nominada  |
| 2010 | Outer Critics Circle Award | Mejor actor de reparto en un musical  | Kevin Chamberlin                             | Nominado  |
| 2010 | Outer Critics Circle Award | Mejor actriz de reparto en un musical | Carolee Carmello                             | Nominada  |
| 2010 | Outer Critics Circle Award | Mejor diseño de escenografía          | Phelim McDermott, Julian Crouch              | Ganadores |

### Producción original española
| Año  | Premio                    | Categoría                     | Nominado                       | Resultado |
| ---- | ------------------------- | ----------------------------- | ------------------------------ | --------- |
| 2018 | Premio del Teatro Musical | Mejor musical                 | Mejor musical                  | Nominado  |
| 2018 | Premio del Teatro Musical | Mejor dirección de escena     | Esteve Ferrer                  | Ganador   |
| 2018 | Premio del Teatro Musical | Mejor dirección musical       | Pedro Arriero                  | Nominado  |
| 2018 | Premio del Teatro Musical | Mejor coreografía             | Montse Colomé                  | Nominada  |
| 2018 | Premio del Teatro Musical | Mejor escenografía            | Felype de Lima                 | Nominado  |
| 2018 | Premio del Teatro Musical | Mejor diseño de iluminación   | Juanjo Llorens                 | Ganador   |
| 2018 | Premio del Teatro Musical | Mejor diseño de sonido        | Javier Isequilla               | Ganador   |
| 2018 | Premio del Teatro Musical | Mejor maquillaje y peluquería | Olaya Brandón, Aarón Domínguez | Ganadores |
| 2018 | Premio del Teatro Musical | Mejor figurinista             | Felype de Lima                 | Ganador   |
| 2018 | Premio del Teatro Musical | Mejor actriz protagonista     | Carmen Conesa                  | Nominada  |
| 2018 | Premio del Teatro Musical | Mejor actriz protagonista     | Lydia Fairén                   | Nominada  |
| 2018 | Premio del Teatro Musical | Mejor actor protagonista      | Xavi Mira                      | Ganador   |
| 2018 | Premio del Teatro Musical | Mejor actriz de reparto       | Julia Möller                   | Nominada  |
| 2018 | Premio del Teatro Musical | Mejor actriz de reparto       | Meritxell Duró                 | Nominada  |
| 2018 | Premio del Teatro Musical | Mejor actor de reparto        | Andrés Navarro                 | Ganador   |
| 2018 | Premio del Teatro Musical | Mejor actor de reparto        | Íñigo Etayo                    | Nominado  |